# Canton de Saint-Savinien
Le canton de Saint-Savinien est une ancienne division administrative française située dans le département de la Charente-Maritime et la région Poitou-Charentes.

## Géographie

### Cadre géographique
Ce canton qui était organisé autour de Saint-Savinien occupait la partie sud-ouest de l'arrondissement de Saint-Jean-d'Angély.
Au nord, il est en contact avec le canton de Tonnay-Boutonne, au nord-est, avec celui de Saint-Jean-d'Angély et à l'est avec celui de Saint-Hilaire-de-Villefranche, tous ces cantons appartenant à l'arrondissement de Saint-Jean-d'Angély.
Dans sa bordure méridionale, il est limitrophe de l'arrondissement de Saintes jouxtant les cantons de Saintes-Nord et de Saint-Porchaire que, avec ce dernier, le fleuve Charente sépare, servant également de délimitation administrative entre les arrondissements de Saintes et de Saint-Jean-d'Angély.
À l'ouest, il est au contact de l'arrondissement de Rochefort par le voisinage du canton de Tonnay-Charente dont la Boutonne sert de limite administrative.

### Le cadre physique et naturel
L'altitude la plus basse qui soit relevée dans le canton de Saint-Savinien est de 0 m, en bordure de la rive droite de la Charente, dans la commune de Bords, tandis que la plus élevée correspond à une haute colline située à 102 m de hauteur dans la commune de Fenioux. L'altimétrie moyenne du canton est de l'ordre de 17 m.
Cette faible altitude tient au fait que le canton de Saint-Savinien est bordé par deux basses vallées, la Boutonne, au nord-ouest, et la Charente, au sud-ouest. En son centre, vient s'abaisser doucement le plateau calcaire du jurassique de la Saintonge, situé au nord du fleuve Charente et couvert de nombreux bois et forêts qui occupent 2 835 hectares sur les 16 625 ha du canton.
Cette zone géographique juxtapose les prairies inondables des basses vallées fluviales et les molles collines calcaires, souvent siliceuses, couvertes de très nombreux bois où alternent la vigne et des clairières culturales.

### Données économiques sommaires
Une agriculture polyvalente
L'agriculture polyvalente est dominante dans le canton depuis la terrible crise du phylloxéra qui a ravagé le vignoble saintongeais dès 1875. Patiemment reconstitué mais partiellement, le vignoble est du cru du cognac. En raison de la nature des sols, la vigne est classée dans la zone des Bons Bois à l'est, dans la continuité du plateau saintongeais, et dans celle des Bois Ordinaires à l'ouest, au contact des vallées fluviales. Elle est destinée à la production des eaux-de-vie de cognac et du pineau des Charentes dont le canton est un producteur moyen.
Au nord-ouest et au sud-ouest, le paysage agricole change profondément, il correspond aux vallées de la Boutonne et de la Charente. Celles-ci portent de grasses prairies dévolues de longue date à l'élevage bovin laitier tandis que la maïsiculture gagne de plus en plus sur les terrains marécageux drainées.
Les cultures céréalières sont cultivées sur le plateau saintongeais au côté de bois et forêts qui occupent de grandes portions du territoire agricole.
Un canton bien desservi
Ce canton est traversé par l'A837 qui relie Rochefort à Saintes mais il ne bénéfice pas d'un échangeur autoroutier qui aurait permis de desservir toute la partie occidentale de l'arrondissement de Saint-Jean-d'Angély.
Le réseau routier est constitué d'axes départementaux secondaires dont le trafic automobile est peu dense mais le canton constitue une zone de passage dont la proximité des villes de Saintes et de Rochefort tend à renforcer de plus en plus les communications et les échanges. Saint-Savinien y occupe une position de petit carrefour routier étant situé à l'intersection des routes de Saint-Jean-d'Angély à Pont-l'Abbé-d'Arnoult et de Saintes à Surgères.
Par ailleurs, la voie ferrée Nantes-Bordeaux qui traverse le canton du nord-ouest au sud-est en longeant la rive droite de la vallée de la Charente dessert le chef-lieu de canton, Saint-Savinien, qui y dispose d'une gare, ainsi que les communes voisines de Bords et de Taillebourg grâce à l'arrêt quotidien des TER. Cette ligne de chemin de fer est l'une des plus anciennes du département de la Charente-Maritime puisqu'elle fut ouverte au trafic voyageurs pendant la période florissante du Second Empire en 1867 et Saint-Savinien  est l'une des plus anciennes gares ferroviaires de Saintonge.
Réconciliées avec le fleuve qui fut longtemps l'artère et le moteur économique du canton, les communes riveraines de la Charente comme Saint-Savinien, Le Mung et Taillebourg développent le tourisme fluvial promis à un avenir certain.
Un canton en mutation économique
Si les activités agricoles n'ont pas généré sur place les bases d'une industrie agro-alimentaire dans le canton, seule la commune de Bords possède des activités productives importantes représentées par la céramique et la poterie industrielle.
Saint-Savinien qui est avant tout un centre de services tertiaires joue de plus en plus la carte maîtresse du tourisme qui stimule son économie locale mais elle a également de fortes potentialités de cité résidentielle étant située à une quinzaine de kilomètres au nord-ouest de Saintes et disposant du finage communal le plus étendu de toute la Saintonge continentale.

## Représentation

### Conseillers d'arrondissement (de 1833 à 1940)
| Période                                  | Période | Identité                                            | Étiquette    | Qualité |
| ---------------------------------------- | ------- | --------------------------------------------------- | ------------ | --- |
| 1833                                     | 1839    | Pierre Ferdinand Perraudeau de Beaufief (1798-1840) |              | Juge de paix, avocat, propriétaire aux Nouillers                                                            |
| 1839                                     | 1842    | Henri François Amédée Boffinet père                 |              | Notaire, propriétaire à Saint-Savinien                                                                      |
| 1842                                     | 1848    | M. Faure                                            |              | Juge de paix de Saint-Savinien                                                                              |
|                                          |         |                                                     |              | |
| 1852                                     |         | M. Berger fils                                      |              | Avocat |
|                                          |         |                                                     |              | |
| 1889                                     |         | Jules Peyramalle                                    | Conservateur | Ancien percepteur, propriétaire à Saint-Savinien                                                            |
| 1898                                     |         | M. Mages                                            |              | |
|                                          |         |                                                     |              | |
| 1922                                     | 1940    | Edmond Demazure                                     | Radical      | Propriétaire à Saint-Savinien                                                                               |
| 1940                                     |         |                                                     |              | Les conseils d'arrondissement ont été suspendus par la loi du 12 octobre 1940 et n'ont jamais été réactivés |
| Les données manquantes sont à compléter. |         |                                                     |              | |

### Conseillers généraux de 1833 à 2015
- De 1840 à 1848, les cantons de Saint-Hilaire et de Saint-Savinien avaient le même conseiller général. Le nombre de conseillers généraux était limité à 30 par département.
- La commune de Le Mung faisait partie du canton de Saint-Porchaire jusqu'au recensement de 1975. Elle a ensuite intégré le canton de Saint-Savinien.

| Période | Période          | Identité                                           | Étiquette           | Qualité                                                                                        |
| ------- | ---------------- | -------------------------------------------------- | ------------------- | ---------------------------------------------------------------------------------------------- |
| 1833    | 1834 (démission) | Jean Henry Boffinet                                |                     | Receveur des droits de l'enregistrement, Saint-Savinien                                        |
| 1834    | 1839             | Hippolyte Duvallois                                |                     | Notaire à Taillebourg                                                                          |
| 1839    | 1842             | Jean Henry Boffinet                                |                     | Receveur des droits de l'enregistrement Maire de Saint-Savinien (1844)                         |
| 1842    | 1848             | Hippolyte Duvallois                                |                     | Notaire à Taillebourg                                                                          |
| 1848    | 1850             | Louis Gorron                                       |                     | Propriétaire, ancien lieutenant d'infanterie coloniale                                         |
| 1850    | 1852             | Joseph Perraudeau                                  |                     | Propriétaire aux Nouillers                                                                     |
| 1852    | 1866             | Auguste Beaussant                                  |                     | Président de chambre à la Cour Impériale de Poitiers                                           |
| 1866    | 1888 (décès)     | Amédée Boffinet (1807-1888) (fils de J.H.Boffinet) | Droite bonapartiste | Notaire et propriétaire à Saint-Savinien                                                       |
| 1889    | 1907             | Théophile de Laâge de Meux (1833-1922)             | Droite royaliste    | Négociant à Saint-Savinien                                                                     |
| 1907    | 1913             | Jean-Prosper Manguis (1867-?)                      | Conservateur        | Médecin ophtalmologiste à Saint-Savinien                                                       |
| 1913    | 1919             | Eugène Bordelais                                   | Républicain         | Propriétaire, hôtelier Maire de Saint-Savinien (1912-1919)                                     |
| 1919    | 1940             | Fernand Foubert                                    | Rad.                | Médecin Maire de Saint-Savinien (1925-1940)                                                    |
|         |                  |                                                    |                     |                                                                                                |
| 1945    | 1961 (décès)     | Eugène Raoult                                      | Rad.                | Retraité SNCF Maire de Saint-Savinien (1940-1959)                                              |
| 1961    | 1980 (démission) | Robert Cellerier                                   | DVD                 | Retraité SNCF Maire de Saint-Savinien (1959-1977)                                              |
| 1980    | 1988             | Rémi Barraud (1902-1989)                           | PS                  |                                                                                                |
| 1988    | 1994             | Claude Genauzeau                                   | UDF-Rad.            | Chef d'entreprise Maire de Saint-Savinien (1982-1995)                                          |
| 1994    | 2008             | Cyril Chappet                                      | PS                  | Ethnologue Adjoint au maire de Saint-Savinien plus jeune conseiller général de France (24 ans) |
| 2008    | 2015             | Jean-Claude Godineau                               | DVD puis UDI        | Cadre Maire de Saint-Savinien depuis 2014                                                      |

## Composition
Le canton de Saint-Savinien regroupait onze communes et comptait 7 005 habitants (recensement de 2006).
| Communes       | Population (2012) | Code postal | Code Insee |
| -------------- | ----------------- | ----------- | ---------- |
| Annepont       | 276               | 17350       | 17011      |
| Archingeay     | 597               | 17380       | 17017      |
| Bords          | 1231              | 17430       | 17053      |
| Champdolent    | 381               | 17430       | 17085      |
| Fenioux        | 120               | 17350       | 17157      |
| Grandjean      | 246               | 17350       | 17181      |
| Le Mung        | 263               | 17350       | 17252      |
| Les Nouillers  | 623               | 17380       | 17266      |
| Saint-Savinien | 2384              | 17350       | 17397      |
| Taillant       | 151               | 17350       | 17435      |
| Taillebourg    | 733               | 17350       | 17436      |

## Démographie
| 1962  | 1968  | 1975  | 1982  | 1990  | 1999  | 2006  | 2011  | 2012  |
| ----- | ----- | ----- | ----- | ----- | ----- | ----- | ----- | ----- |
| 6 643 | 6 496 | 6 190 | 6 467 | 6 461 | 6 601 | 7 005 | 7 443 | 7 511 |

Remarque : la population du canton de Saint-Savinien depuis 1962 intègre la commune de Le Mung, alors que celle-ci faisait encore partie du canton de Saint-Porchaire jusqu'au recensement de 1975.
C'est l'unique canton de l'arrondissement de Saint-Jean-d'Angély dont la population actuelle soit supérieure à celle du recensement de 1962.
Cependant, il demeure encore faiblement peuplé puisque sa densité de population est deux fois moins élevée que celle de la Charente-Maritime (42 hab/km2 contre 87 hab/km2) mais sa croissance démographique s'est nettement affirmée depuis le recensement de 1982. C'est le canton le plus attractif de son arrondissement. Sur les 11 communes du canton, neuf enregistrent une croissance démographique, quelquefois remarquable, dans la période 1999-2006.
C'est également un canton à forte tendance résidentielle, affichant un solde migratoire nettement positif et bénéficiant avantageusement de sa proximité de deux agglomérations urbaines attractives que sont Saintes et Rochefort.